# Новотернуватка
Новотернува́тка — село в Україні, у Солонянській селищній громаді Дніпровського району Дніпропетровської області. Населення станом на 2021 рік — 34 мешканці.

## Географія
Село Новотернуватка знаходиться на відстані 0,5 км від села Шульгівка і за 1,5 км від села Микільське. По селу протікає висихний струмок з загатою.

## Населення

### Мова
Розподіл населення за рідною мовою за даними перепису 2001 року:
| Мова       | Відсоток |
| ---------- | -------- |
| українська | 98,2 %   |
| російська  | 1,8 %    |

## Інтернет-посилання
- Погода в селі Новотернуватка

1. ↑  Рідні мови в об'єднаних територіальних громадах України — Український центр суспільних даних